# 伊勢銀座新道商店街

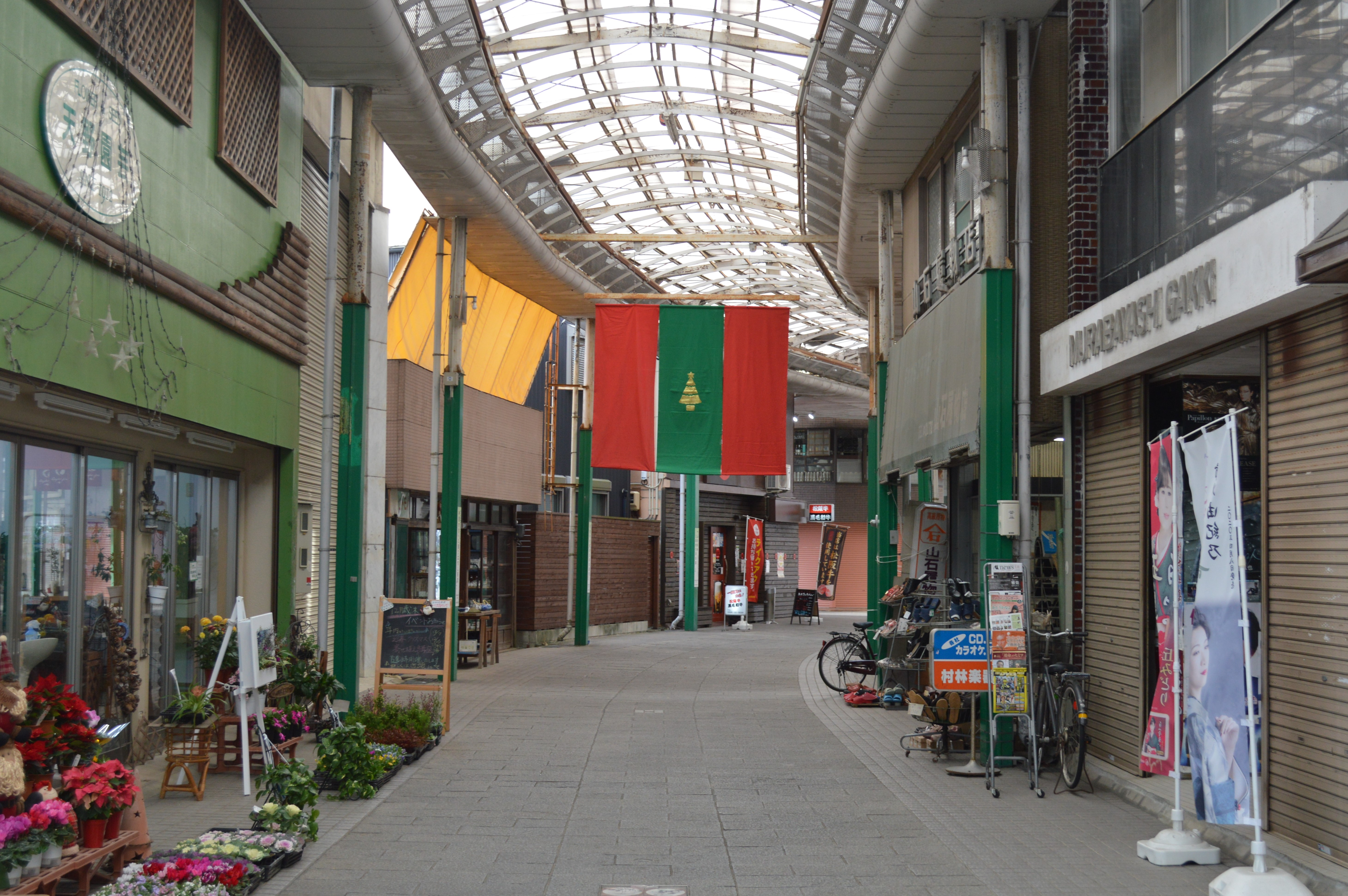
伊勢銀座新道商店街の内部

伊勢銀座新道商店街（いせぎんざしんみちしょうてんがい）は、三重県伊勢市にあるアーケード商店街。愛称はしんみち。江戸時代に整備された新道通（しんみちどおり）に沿って形成された商店街で、戦前は歓楽街であった。
伊勢市の中心市街地である山田の中央部に位置する伊勢市第一の商店街である。

## 概要

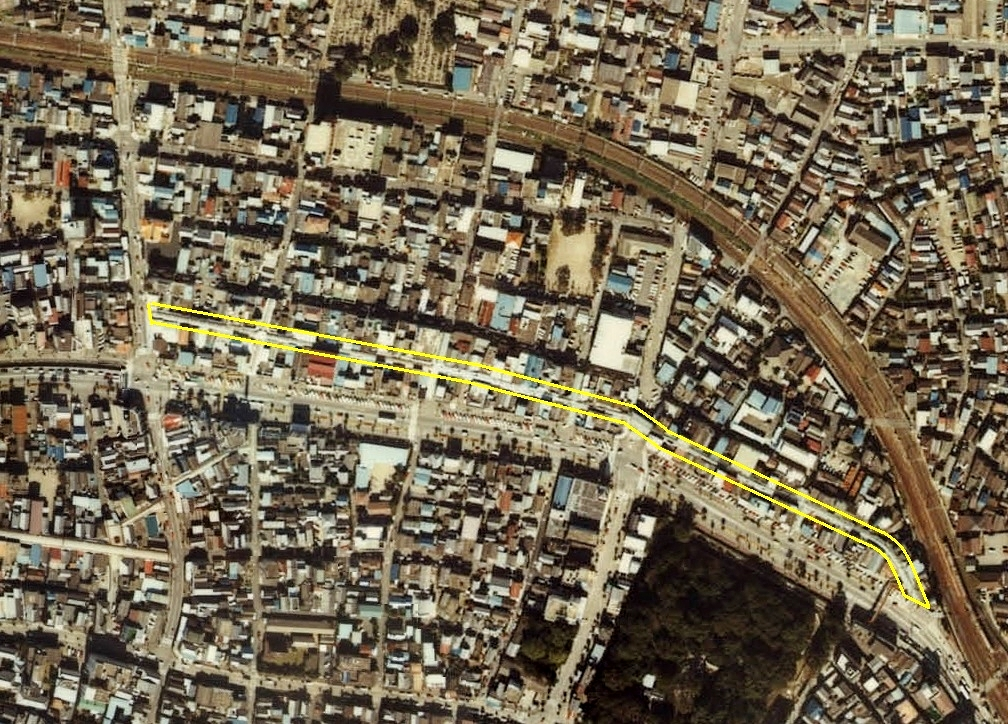
伊勢銀座新道商店街周辺の空中写真。黄色のラインで囲んだ範囲が伊勢銀座新道商店街。旧国道23号線（4車線の道路）の北側に平行して形成されている。伊勢市駅は画像右下方向の枠外にある。1983年撮影の2枚を合成作成。。

伊勢市宮後（みやじり）一丁目から大世古二丁目まで、東西方向に伸びる総延長570mの商店街で、伊勢市最長の商店街である。東から順に新道一番街、新道二番街、新道三番街と分けることがある。
伊勢市駅からは500mほど離れている。店舗は2013年（平成25年）現在69軒あるが、最盛期には130軒存在した。食料品や呉服雑貨を扱う商店が多い。大型店が中心市街地から撤退したことや、まちなかの活気を取り戻すためには食料品店が必要であると伊勢銀座新道商店街振興組合は考えている。2020年（令和2年）2月現在の伊勢銀座新道商店街振興組合理事長は河村武彦が務めている。

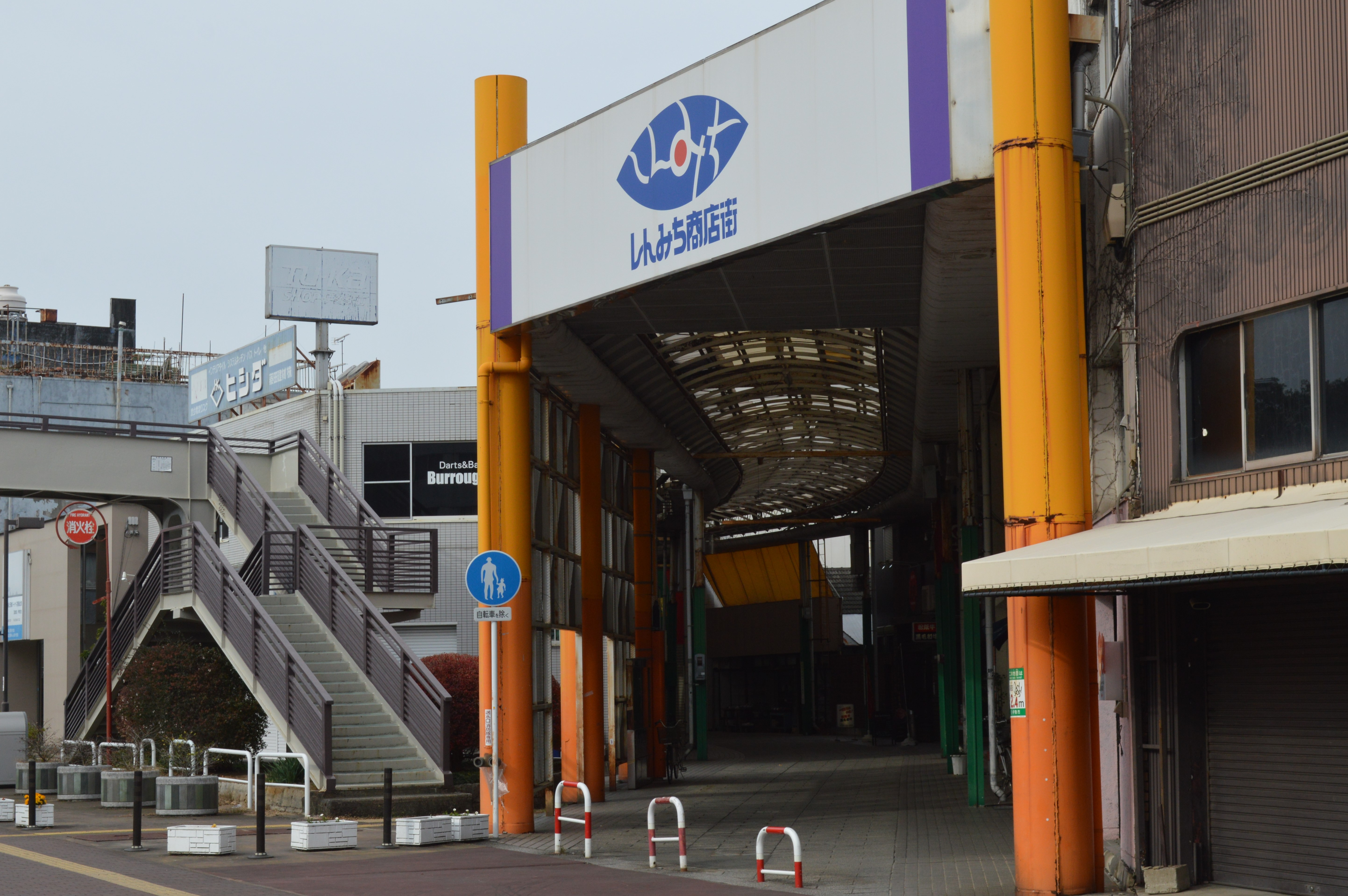
東側の入口

## 歴史

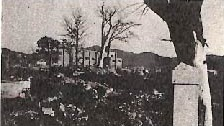
宇治山田空襲後の新道地区（宇治山田市大世古町）

伊勢銀座新道商店街のある新道通は、大世古町の薬商であった松原清兵衛が山田西部と二見街道を結ぶために、既設道路に加えて延長131間5尺5寸（≒239.8m）、幅2間（≒3.6m）の道路を新設することを文政10年（1827年）に提案し、山田の住民の協力を得て同年末に完成したものである。それ以前の寛政（1789年 - 1801年）初期に同じ目的で、山田奉行の野一色義恭が中川原（現・伊勢市宮川）から河崎に至る道路を建設する計画を立てたことがあったが、失敗している。当時の伊勢の中心商店街は、伊勢参宮街道沿いの八日市場町・一志久保町（現・伊勢市一志町）にあった。
1897年（明治30年）に新道通の東端に参宮鉄道山田駅（現・JR伊勢市駅）が開業すると、駅と山田西部を結ぶ道路として人々の往来が増加し、伊勢参宮街道沿いの古市に代わる歓楽街・繁華街に成長した。映画館の世界館も新道通の近くに位置していた。当時の中心商店街は、伊勢参宮街道沿いから、伊勢高柳商店街や浦之橋商店街に移動した。
第二次世界大戦中の宇治山田空襲により被災した後、新道通は商店街として再生する。伊勢市駅は交通の結節点として地位が確立し、伊勢市内外からの買い物客は伊勢市駅からの徒歩圏内に集約された。商店街はアーケードや駐車場の整備、カラー舗道化など環境整備を進め、伊勢市で一番の商店街となった。これに伴い高柳や浦之橋の商店街は旧来からの顧客に支えられた買い回り商店街へ変化し、伊勢参宮街道沿いの商店は、新道商店街へ移るものが少なくなかった。1979年（昭和54年）時点で、新道商店街の地価は伊勢市駅前・宇治山田駅前に次いで伊勢市内で3番目に高い1坪（≒3.3m2）90万円であり、地理学者の脇田武光は「アーケード街のスマートな買物中心地」と評した。
しかし、伊勢市駅前に大型店（三交百貨店やジャスコ伊勢店）が完成したことや郊外化が進んだことにより、伊勢銀座新道商店街の地位は低下していった。以降新道商店街では、さまざまな活性化の活動に取り組んでいる。2013年（平成25年）は第62回神宮式年遷宮でおはらい町やおかげ横丁、外宮参道が賑った一方で、伊勢銀座新道商店街は恩恵を受けておらず、閑散とした状況である。

## 活性化への取り組み

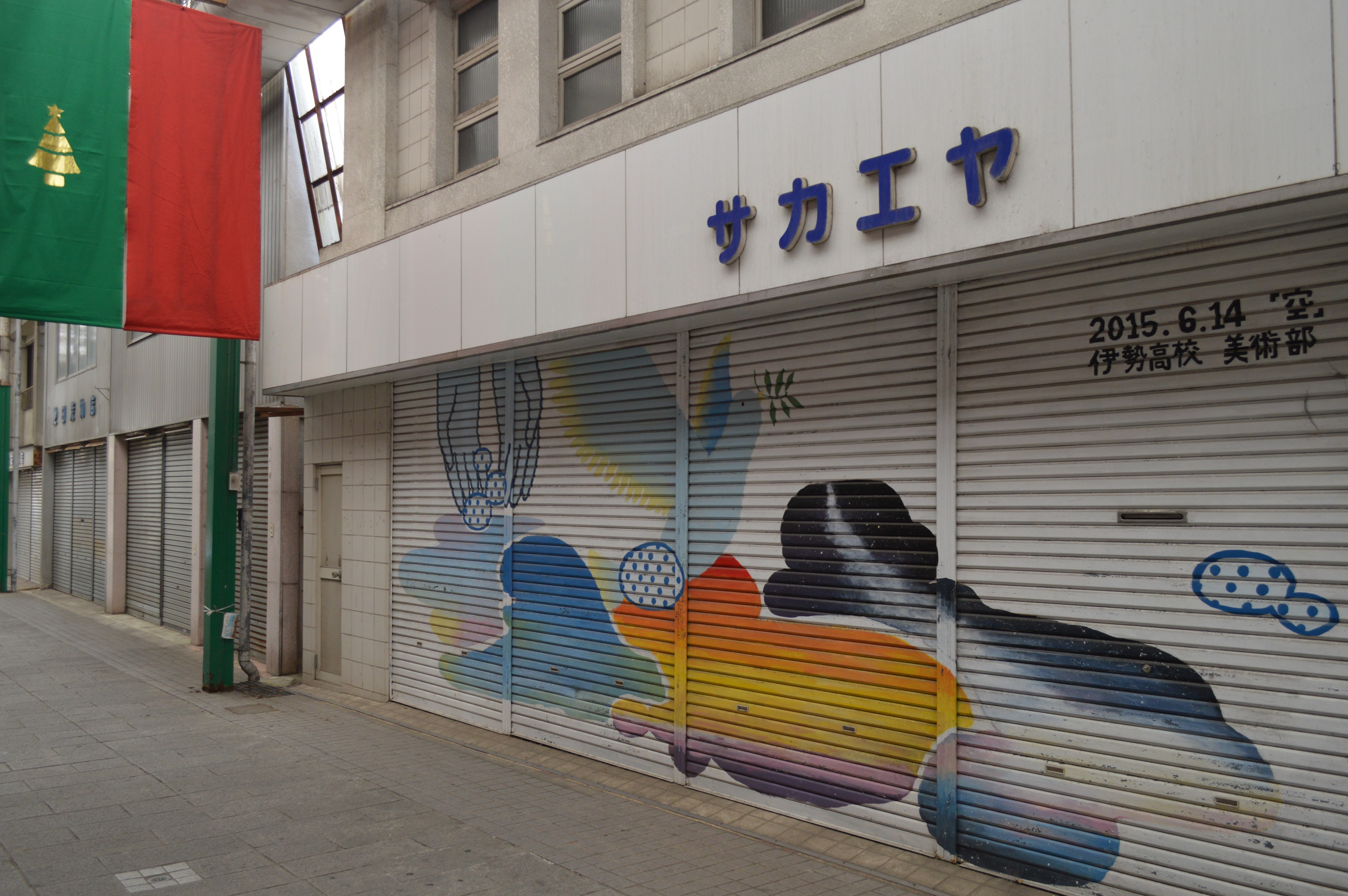
三重県立伊勢高等学校美術部によるシャッターアート

2003年（平成15年）3月23日にタウンマネージメント機関の一環で、閉館した世界館を利用して、伊勢銀座新道商店街振興組合の運営による4つの食料品店が出店する「さくら市場」を開設した。同年、空き店舗を利用したチャレンジショップを設け、出店を呼び掛けたところ、銀粘土アクセサリーの教室と販売を行う事業所が出店し、20代から30代の若い客が商店街に来るようになった。 
2011年（平成23年）9月に、商店街のある宮後に滞在したこともある松尾芭蕉が伊勢を読んだ俳句22句（宇治5句、山田15句、二見2句）をプレートとしてアーケードの柱に掲げ、観光客の誘致を目指す活動を行った。製作費は伊勢商工会議所の補助金を活用した。
2013年（平成25年）11月17日には、皇學館大学のサークルとの共催でビブリオバトルを商店街内で開催した。

### 伊勢の夜祭
伊勢の夜祭は伊勢銀座新道商店街で開かれる催しであり、2013年（平成25年）で第13回を迎える。縁日や物産展、大学生によるイベントなどが行われる。
2013年の第13回は、式年遷宮に合わせてミニ奉曳車やお白石などの遷宮行事に関連した展示や、子供木遣りの披露が行われた。

## ロケ地
伊勢銀座新道商店街では以下の作品のロケーション撮影が行われた。
- 映画『逆境ナイン』（2005年公開）[15]
- 映画『半分の月がのぼる空』（2010年公開）[16]